# Myrmecophilus
Myrmecophilus är ett släkte av insekter. Myrmecophilus ingår i familjen Myrmecophilidae.

## Bildgalleri

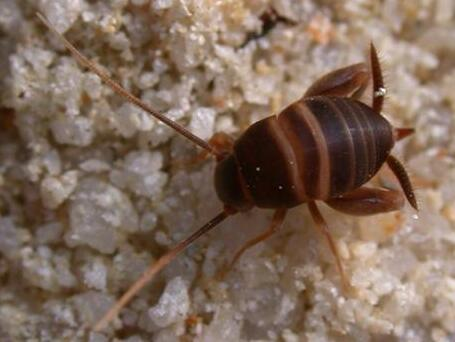

## Dottertaxa tillMyrmecophilus, i alfabetisk ordning[1]
- Myrmecophilus acervorum
- Myrmecophilus aequispina
- Myrmecophilus americanus
- Myrmecophilus arboreus
- Myrmecophilus australis
- Myrmecophilus baronii
- Myrmecophilus bifasciatus
- Myrmecophilus bituberculatus
- Myrmecophilus brevipalpis
- Myrmecophilus chocolatinus
- Myrmecophilus concolor
- Myrmecophilus cottami
- Myrmecophilus crenatus
- Myrmecophilus denticaudus
- Myrmecophilus dubius
- Myrmecophilus escherichi
- Myrmecophilus formosanus
- Myrmecophilus gigas
- Myrmecophilus gracilipes
- Myrmecophilus haeckeli
- Myrmecophilus hebardi
- Myrmecophilus hirticaudus
- Myrmecophilus horii
- Myrmecophilus inaequalis
- Myrmecophilus ishikawai
- Myrmecophilus keyi
- Myrmecophilus kinomurai
- Myrmecophilus kubotai
- Myrmecophilus longitarsis
- Myrmecophilus manni
- Myrmecophilus mauritanicus
- Myrmecophilus mjobergi
- Myrmecophilus myrmecophilus
- Myrmecophilus nebrascensis
- Myrmecophilus nigricornis
- Myrmecophilus nonveilleri
- Myrmecophilus ochraceus
- Myrmecophilus oculatus
- Myrmecophilus oregonensis
- Myrmecophilus pallidithorax
- Myrmecophilus parachilnus
- Myrmecophilus pergandei
- Myrmecophilus polyrhachi
- Myrmecophilus quadrispina
- Myrmecophilus salomonis
- Myrmecophilus sanctaehelenae
- Myrmecophilus sapporensis
- Myrmecophilus seychellensis
- Myrmecophilus sinicus
- Myrmecophilus surcoufi
- Myrmecophilus teranishii
- Myrmecophilus termitophilus
- Myrmecophilus testaceus
- Myrmecophilus tetramorii
- Myrmecophilus tindalei
- Myrmecophilus wahrmani
- Myrmecophilus zorae